# Vaciado del embalse de Alcollarín de 2025
El vaciado del embalse de Alcollarín de 2025 fue una operación realizada por el Ministerio para la Transición Ecológica y el Reto Demográfico (MITECO) de España con el objetivo de erradicar la especie invasora Pseudorasbora parva del embalse de Alcollarín, en la provincia de Cáceres. La intervención, que implicó el vaciado casi completo de 50 hectómetros cúbicos de agua, generó polémica al ser calificada por vecinos, expertos y medios de comunicación como un desastre ecológico.

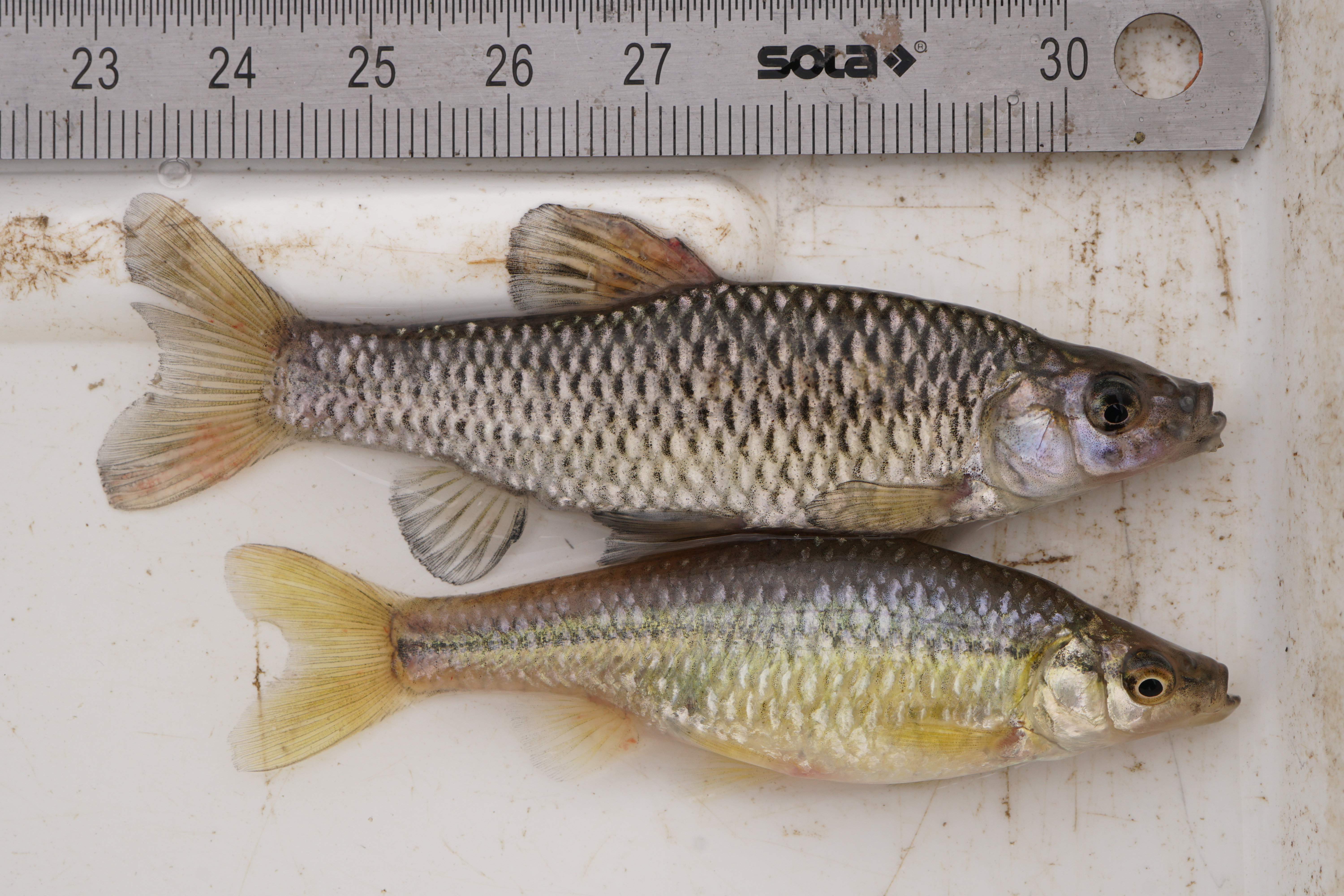
Ejemplares de pez chino, una especie invasora en España procedente de Asia; común en la cuenca hidrografica del río Guadiana.

## Antecedentes
El embalse de Alcollarín regulaba el caudal del río del mismo nombre y constituía un enclave de importancia para la biodiversidad y el turismo rural, albergando especies autóctonas de peces y aves acuáticas.  
En 2024, técnicos del MITECO detectaron la presencia de Pseudorasbora parva (también conocido como pez chino ), un ciprínido originario de Asia catalogado como especie exótica invasora en España y la Unión Europea. Esta especie se caracteriza por su rápida reproducción, depredación de huevos de otras especies y transmisión del parásito Sphaerothecum destruens.

## Plan de actuación
El MITECO, a través de la Confederación Hidrográfica del Guadiana, adjudicó en junio de 2024 un contrato por 953 313,01 euros (IVA incluido) para ejecutar trabajos destinados a eliminar la población de Pseudorasbora parva. El plan incluía la reducción drástica del nivel del embalse, la instalación de redes de contención y la pesca selectiva, con un plazo inicial de ejecución de 30 meses.

## Ejecución y consecuencias
En el verano de 2025 se procedió al vaciado de aproximadamente 50.000 millones de litros de agua del embalse, reduciendo su capacidad hasta el 1,9 %. Según testigos y medios locales, el procedimiento provocó la fuga de numerosos ejemplares de Pseudorasbora parva hacia el cauce del río y aguas abajo, contraviniendo el objetivo inicial.  
La pérdida de agua ocasionó la muerte masiva de peces, incluidos ejemplares autóctonos, así como la desaparición de aves acuáticas. También se reportaron malos olores en el núcleo urbano de Alcollarín debido a la descomposición de la fauna en el lecho seco. Las actividades de pesca y turismo ornitológico quedaron paralizadas, afectando a la economía local.

## Reacciones
Vecinos, asociaciones y expertos en gestión ambiental criticaron la operación, considerándola precipitada y contraproducente. Paco Castañares, exdirector general de Medio Ambiente de Extremadura, afirmó que la medida había «empeorado» la situación, facilitando la dispersión de la especie invasora.  
El MITECO defendió la intervención como parte de una estrategia para cumplir la normativa europea y nacional de control de especies invasoras.  

## Debate y consecuencias a largo plazo
El incidente ha reabierto el debate sobre las mejores prácticas para el control de especies exóticas invasoras en ecosistemas fluviales. Organizaciones ecologistas y expertos han señalado la necesidad de métodos menos destructivos y de una mayor evaluación de impacto antes de ejecutar intervenciones de gran escala.  